# Bellator 280
Bellator 280: Bader vs. Kongo 2 (también conocido como Bellator Paris) fue un evento de artes marciales mixtas producido por Bellator MMA que tuvo lugar el 6 de mayo de 2022 en el AccorHotels Arena de París, Francia.

## Antecedentes
Después de defender con éxito su título de peso pesado de Bellator sobre el campeón interino Valentin Moldavsky, Ryan Bader dio un giro rápido y se enfrentó a Cheick Kongo en su segunda defensa en una revancha de su pelea por el título de 2019 en Bellator 226. Esa pelea terminó debido a un piquete de ojo accidental, resultando en un no contest.
Para este evento se programó un combate de peso pluma entre Pedro Carvalho y Khasan Askhabov . Sin embargo, debido a razones no reveladas, Askhabov se vio obligado a retirarse y fue reemplazado por el recién llegado a la promoción Piotr Niedzielski.
Una pelea entre Melvin Manhoef y Yoel Romero estaba programada para ser el evento coestelar. Sin embargo, Manhoef se retiró de la pelea debido a una lesión en la mano mientras detenía a los ladrones y fue reemplazado por Alex Polizzi.
Para este evento se programó una pelea de peso mediano entre Lorenz Larkin y Khalid Murtazaliev. Sin embargo, a fines de marzo, Murtazaliev se retiró de la pelea y fue reemplazado por Anthony Adams. Adams también se retiró y fue reemplazado por el veterano de UFC Kyle Stewart .
Se planeó una pelea de peso pesado entre Davion Franklin y Daniel James para el evento. Sin embargo, James falló una prueba de drogas fuera de competencia y fue retirado de la pelea.
Para este evento se programó una pelea de peso ligero entre Søren Bak y Saul Rogers. Debido a que Rogers se retiró de la pelea con dos semanas de anticipación, Bak fue reprogramado contra Charlie Leary en una pelea de peso pactado de 160 libras.
Para el evento estaba prevista una pelea de peso wélter entre Nicolò Solli y Joël Kouadja. Sin embargo, la Federación de Atletas Francesa canceló la pelea inicial y el reemplazo de Kouadja, Levy Carriel, dio positivo por COVID-19 cinco días antes del evento..